# Stanisław Chojnacki (historyk)
Stanisław Chojnacki (ur. 1 października w Rydze 1915, zm. 3 lipca 2010 w Sudbury, Ontario w Kanadzie) – polski historyk sztuki, etiopista. 

## Życiorys
Był badaczem i kolekcjonerem etiopskich dzieł sztuki. Był twórcą, a przez wiele lat był dyrektorem Biblioteki i Muzeum Instytutu Studiów Etiopskich Uniwersytetu Haile Sellasie I w Addis Abebie. Po 26 latach spędzonych w Etiopii w 1976 wyjechał do Kanady.
Część swojej kolekcji etiopskich krzyży i przedmiotów liturgicznych przekazał w darze Muzeum Narodowemu w Warszawie. Aktualnie obiekty te eksponowane są w Sali VII Galerii Faras im. Profesora Kazimierza Michałowskiego w Muzeum Narodowym w Warszawie.

## Wybrane publikacje
- List of current periodical publications in Ethiopia, Addis Ababa: Haile Sellassie I University Institute of Ethiopian Studies 1968.
- Ethiopian publications: books, pamphlets, annuals and periodical articles published in 1960 Ethiopian and 1968 Gregorian Calendar, Addis Ababa: Haile Sellassie I University Institute of Ethiopian Studies 1969.
- Ethiopian publications: books, pamphlets, annuals and periodical articles published in 1961 Ethiopian and 1969 Gregorian Calendar, Addis Ababa: Haile Sellassie I University Institute of Ethiopian Studies 1970.
- List of current periodical publications in Ethiopia, Addis Ababa: Haile Sellassie I University Institute of Ethiopian Studies 1970.
- Ethiopian publications: books, pamphlets, annuals and periodical articles published in 1962 Ethiopian and 1970 Gregorian Calendar, Addis Ababa: Haile Sellassie I University Institute of Ethiopian Studies 1971.
- Ethiopian publications : books, pamphlets, annuals and periodical articles published in 1963 Ethiopian and 1971 Gregorian Calendar, Addis Ababa: Haile Sellassie I University Institute of Ethiopian Studies 1972.
- Ethiopian publications : books, pamphlets, annuals and periodical articles published in 1964 Ethiopian and 1972 Gregorian Calendar,  Addis Ababa: Haile Sellassie I University Institute of Ethiopian Studies 1973.
- Major themes in Ethiopian painting: indigenous developments, the influence of foreign models and their adaptation from the 13th to the 19th century, Wiesbaden: F. Steiner 1983.
- Ethiopian Icons: catalogue of the collection of the Institute of Ethiopian Studies Addis Ababa University,  in collab. with Carolyn Gossage, Milano: Skira 2000.
- Ethiopian crosses: a cultural history and chronology, in collab. with Carolyn Gossage, Milan: Skira 2006.
- Ethiopian art - a unique cultural heritage and modern challenge ; 10. Wissenschaftliche Tagung der Gesellschaft Orbis Aethiopicus - in Leipzig vom 24.-26. Juni 2005 in Verbindung mit der 7th International Conference of Ethiopian Art, zu Ehren des Nestrors der äthiopischen Kunstgeschichte Stanisław Chojnacki, hrsg. von Walter Raunig und Asfa-Wossen Asserate, Lublin: Maria Curie-Skłodowska University Press 2007.
- Christ's resurrection in Ethiopian painting, Roma: Pontificio Istituto Orientale 2009.